# 何清凤
何清凤（？—），男，中华人民共和国军事人物、政治人物，中国人民解放军少将，曾任中共海南省委常委，现任中国人民解放军海南省军区政治委员。